# 梅文正
梅文正（1961年1月1日—），越南政治人物，生于隆安省，越南共产党成员，现任第十三届越共中央委员、政府副總理。